# Milénino
Milénino (en rus: Миленино) és un poble de l'óblast de Kursk, a Rússia, que en el cens del 2010 tenia 295 habitants. Pertany al districte rural de Fatej.